# Beatmaker
O beatmaker, dentro do hip hop, atua como uma espécie de produtor musical construindo instrumentais com elementos percussivos a partir de uma melodia. Ele sequencia loops compostos com instrumentação ao vivo e/ou virtual, sampleando outros artistas ou misturando essas duas formas.

## Produção
A produção de hip hop se refere comumente a criação da parte rítmica/musical, não lírica do Rap (ou mesmo música Hip Hop como é popularmente divulgado nos EUA). Isso significa que os produtores de Hip Hop são instrumentistas, DJs que fabricam a parte instrumental da música. No Brasil existe certa divergência quanto ao termo, pois produtor musical pode servir para rotular alguém que compõe com conhecimentos teóricos e práticos (instrumentos, compasso, melodia, partitura, acordes, harmonia, etc.), enquanto o termo beatmaker é usado para se referir ao indivíduo que somente sampleia trechos, usa elementos percussivos e re-sequencia os loops, o que nem sempre significa ser um trabalho mais simples ou fácil.
A moderna produção da música Hip Hop inclui o uso de samplers, drum machines, sequenciadores, sintetizadores, toca-discos e instrumentação ao vivo .